# モルガンテ
『モルガンテ』（Morgante）は、ルイジ・プルチによるイタリアの叙事詩。1483年に最終版が完成した。これ以前にもいくつかの形式で出版されていたが、1483年に28章に分けられた版の形で出版された際、『大モルガンテ』（Great Morgante）の名前が付けられたので、この名で呼ばれることもある。

## 概要
「フランスの話材」を題材にしており、シャルルマーニュのパラディンで有名なローラン（フランス語ではローラン）やルノー・ド・モントーバン（イタリア語ではリナルド）が物語りに登場する。ただ、生真面目な作風ではなく、バーレスクとなっており、ギャグも結構まじっている。タイトルになっている「モルガンテ」は巨人にしてオルランドの忠実な従者の名前。モルガンテはキアロモンテの修道院を攻撃しようとするところをオルランドに止められて以来、キリスト教に改宗しオルランドに仕えるようになる。いくつかの冒険のあと、モルガンテは蟹に鋏まれて命を落としてしまう。その他のキャラクターとして、モルガンテの友人で大食漢で、最終的には笑い死にしてしまうモルグーテ、哲学的な悪魔アスタロトなどが登場する。『モルガンテ』はオルランドがロンスヴォーで戦死してしまったことを説明して終わる。1822年、ジョージ・ゴードン・バイロンが初めてこの物語を翻訳した。

## 文献
日本語での翻訳は現在出版されていない。ただ、ブルフィンチが本作と『狂えるオルランド』などの叙事詩をまとめ、ダイジェストで紹介した『シャルルマーニュ伝説』が和訳されている。